# Міжнародна конвенція з охорони людського життя на морі
Міжнаро́дна конве́нція з охоро́ни людсько́го життя́ на мо́рі (СОЛАС, від англ. International Convention for the Safety of Life at Sea; SOLAS) суть якої полягає у її документах, що послідовно виходили і є, мабуть, найважливішою з усіх міжнародних угод з безпеки торгових суден. Кожне судно, що здійснює міжнародний рейс і яке підпадає під дію цього нормативного документа (див. Правила 3 і 4 Розділу I), повинно виконувати її вимоги (якщо Вимоги не можуть бути виконані з об'єктивних причин, то на судно повинно бути оформлене Вилучення за згодою морської адміністрації прапора судна). В іншому випадку воно може бути затримане, а за деякими позиціями і не допущене в порт. Чинна версія документа відома як «СОЛАС-74».

## Мета та структура документа
Головною метою даного нормативного документа є встановлення мінімальних стандартів, що відповідають вимогам з безпеки при будівництві, обладнанні та експлуатації суден.
Держави прапора повинні забезпечити, щоб судна, які ходять під їх прапором, виконували вимоги СОЛАС. Для доказу їх виконання Конвенцією передбачено безліч сертифікатів. Подібні документи (зазвичай звані «конвенційними») видаються або самою Адміністрацією прапора, або від її імені («за уповноваженням Адміністрації») — за наявності відповідного доручення.
Умови контролю також дозволяють Договірним урядам інспектувати судна, що ходять під прапорами інших держав, особливо якщо є очевидні підстави для сумнівів, що судно та/або його обладнання істотно не відповідають вимогам Конвенції. Ця процедура отримала назву «державний портовий контроль» (англ. Port State Control, PSC).
Чинний текст Конвенції СОЛАС включає Статті, у яких викладено загальні зобов'язання, процедури внесення змін і супроводжується Додатком, який розбитий на 12 Розділів:
Розділ I Загальні положення.

Розділ II-1 Конструкція — поділ на відсіки та остійність, механічне та електричне устаткування, остійність, захист від шуму. 

Розділ II-2 Конструкція — протипожежний захист, виявлення і гасіння пожежі, засоби зв'язку пожежників.

Розділ III Рятувальні засоби та обладнання, засоби застереження падіння шлюпок, підняття людей з води.
- вимоги до шлюпок, плотів, мотоботам, рятувальний круг, рятувальні жилети, розклад по тривогам.  

Розділ IV Радіозв'язок.

Розділ V Безпека мореплавання.Система тривожної сигнализації ходової вахти на мосту (BN WAS). -інформація про льоди, льодова розвідка, повідомлення про катастрофи, пошуки, спасіння, штормтрапи, УКВ МСС. 

Розділ VI Перевезення вантажів та рідкого палива.
а) загальні положення
в) спеціальні вимоги для суден з грузом насипом інакшим як зерно.
с) Перевезення зерна. 

Розділ VII Перевезення небезпечних вантажів.9 класів, 2 томи, 3 книги.

Розділ VIII Ядерні судна.

Розділ IX Управління безпечною експлуатацією (ISM code).

Розділ X Заходи безпеки на високошвидкісних суднах.

Розділ XI-1 Спеціальні заходи з підвищення безпеки на морі.

Розділ XI-2 Спеціальні заходи з підсилення охорони на морі (ISPS code).

Розділ XII Додаткові заходи безпеки для навалювальних суден.

Розділ ХIII Перевірка відповідності.

Перевірка - систематичний, незалежний задокументований процес отримання відомостей та їх об'єктивної оцінки з метою визначити ступінь виповнення критеріїв перевірки.
Система перевірки - система перевірки країн членів ІМО, що встановлена Організацієй, з урахуванням методи розробленого Організацієй.

Розділ XIV Заходи безпеки для суден що експлуатуються в полярних водах.  
Дія Конвенції поширюється на судна, що здійснюють міжнародне плавання. Якщо конкретно не вказане інше, правила Конвенції (розділи II-1 та II-2) не діють на:
- військові кораблі і судна для перевезення військ;
- вантажні судна тоннажем меншим від 500;
- судна без механічного приводу;
- прості дерев'яні судна;
- відпочинкові яхти;
- рибальські судна.

Крім того, правила Конвенції не застосовуються до суден, що плавають виключно на Великих Озерах у Північній Америці та Річці Святого Лаврентія.
Розділи III та IV застосовується до всіх пасажирських і вантажних суден водотоннажністю 300 і більше.

## Історія конвенції
Перша версія цього документа була прийнята й 1914 році, по слідах загибелі Титаніка, друга — у 1929 році після загибелі пароплава «Вестріс» (англ. SS Vestris), третя — у 1948-му, зокрема після вибуху у результаті пожежі на французькому судні «Гранкан» (фр. Grandcamp), а четверта — у 1960 році. Конвенція у редакції 1960 року, що була прийнята 17 червня 1960 і вводилась у дію з 26 травня 1965 року, була першою значною задачею Міжнародної морської організації (англ. International Maritime Organization, IMO) після її створення (і по суті першою, прийняття якої не було спричинене конкретною корабельною аварією). Це був суттєвий крок уперед в модернізації конструкцій та підтримці темпу технічного розвитку у суднобудуванні та експлуатації суден.
Надалі виявилася нова проблема . Вона полягала в тому, щоб підтримувати нормативний документ на рівні сучасності шляхом прийняття періодичних поправок. На практиці процедура впровадження поправок виявилася занадто повільною. Незабаром стало ясно, що уведення прийнятих поправок в дію в межах розумного періоду часу забезпечити буде неможливо.
Тому, 1 листопада 1974 року на Міжнародній конференції з охорони людського життя на морі був прийнятий повністю новий текст Конвенції СОЛАС. Він включав в себе не лише зміни, узгоджені до зазначеної дати, але також нову процедуру прийняття поправок — процедуру за замовчуванням, розроблену для забезпечення того, щоб прийняті зміни могли набути чинності в межах прийнятного (і допустимо короткого) періоду часу.
Замість вимоги, щоб поправка набрала чинності після її прийняття, наприклад, двома третинами підписантів Конвенції, процедура прийняття за умовчанням передбачає, що зміна набуде чинності після зазначеної дати, якщо до цієї дати на неї не будуть отримані заперечення від узгодженого числа сторін. Нині чинний текст Конвенції іноді називають «СОЛАС 1974, з поправками».
Це дозволило у багатьох випадках оновити і виправити Конвенцію у редакції 1974 року. Так, у 1988 році до неї було прийнято Протокол (10 листопада, на Міжнародній конференції з гармонізованої системи обстеження та оформлення свідоцтв). У 1992 IMO було видано так званий Консолідований текст Конвенції.
В період з 9-13 грудня 2002 року на Дипломатичній конференції з морської безпеки (Лондон) до Розділу XI було прийнято поправки, що вступили в силу з 1 липня 2004 року.

## Процедури внесення змін
Стаття VIII Конвенції СОЛАС — 74 вказує, що поправки до її тексту можуть бути внесені:
- шляхом розгляду в IMO

У цьому випадку зміни, запропоновані договірним урядом, розсилаються не менше ніж за шість місяців до їх розгляду на Комітеті з безпеки на морі (англ. Maritime Safety Committee, MSC). Останній, в свою чергу, може передати їх для обговорення на одній або декільком Підкомісіям IMO. Поправки будуть прийняті більшістю в дві третини присутніх Договірних урядів, які мають право голосу у Комітеті з безпеки на морі (КБМ). При цьому, договірні уряди Конвенції СОЛАС мають право брати участь у розгляді поправок на так званому «розширеному КБМ», незалежно від того, є вони членами IMO чи ні.
- шляхом розгляду на Конференції

Конференція Договірних урядів може бути скликана, якщо на її проведення подав запит хоча б один з Договірних урядів, при цьому, принаймні, третина договірних урядів згідна на її проведення. Поправки можуть бути прийняті, якщо будуть схвалені більшістю у дві третини присутніх що мають право голосу договірних урядів.
І в разі скликання Конференції, і при проведенні розширеного КБМ, поправки (інші, ніж по Розділу I Конвенції СОЛАС) будуть вважатися прийнятими після закінчення встановленого періоду часу після надсилання прийнятих поправок договірним урядам, якщо обумовлена кількість Договірних урядів не заперечуватиме проти них.
Проміжок часу від моменту передачі зміни до її прийняття встановлений у два роки, якщо двома третинами голосів договірних урядів під час прийняття поправки не визначено інший період часу, який, тим не менше, не може бути коротшим від одного року. Поправка до Розділу I буде вважатися прийнятою на ту дату, коли вона буде прийнята голосами двох третин від загального числа Договірних урядів Конвенції СОЛАС.
Зміна набирає чинності через шість місяців після того, як вона буде вважатися прийнятою.
Таким чином, мінімальний період часу від розсилання запропонованих поправок до вступу їх в силу — 24 місяці. Він складається з: розсилання (шість місяців); прийняття до дати, яка вважається прийнятною (мінімум 12 місяців); набрання чинності після того, як поправка буде вважатися прийнятою (шість місяців).
Однак, прийняте у 1994 році рішення ставить умову, що прискорена процедура проходження поправок може використовуватися лише у виняткових обставинах. Період часу від розсилання зміни до дати, коли вона буде вважатися прийнятою, може бути скорочений до шести місяців у виняткових випадках і виключно, коли це рішення прийняте Конференцією. На практиці, більшість поправок до СОЛАС приймав саме розширений КБМ, в той час як Конференції були проведені декілька разів, головним чином, щоб прийняти цілі нові Розділи до СОЛАС або прийняти зміни, запропоновані у відповідь на серйозний інцидент у морі.